# حسيبة (مسلسل)
حسيبة دراما سورية اجتماعية معاصرة عن رواية للأديب السوري الكبير خيري الذهبي والتي صدرت في سوريا في طبعتها الأولى عام 1989 وإخراج عزمي مصطفى ومن إنتاج شركة الريف للإنتاج الفني - سوريا. حسيبة مسلسل تلفزيوني عدد حلقاته 32 حلقة.

## القصة
يعود المسلسل السوري «حسيبة» إلى العقود الأولى من القرن الماضي، لكنه لايفعل ذلك لرسم مشهد تاريخي وحسب، فهو من خلال تصويره المجتمع الدمشقي عقب الثورة العربية الكبرى يلتقط العصب الرئيسي الذي يحكم علاقات الأفراد، ذكوراً وإناثاَ، وهو دور المرأة التي تمثل الحياة وقوتها وقدرتها على التفاؤل والحب والعطاء وإعادة ترميم ما تهدمه الحرب.
ففي أجواء رومنسية ودرامية تتجمع خيوط قصص قديمة متجددة لشخصيات غنية بماضيها وبالغموض الذي يلف مصائرها، وبينما يبدوا الرجال متصدعين وضائعين، تؤدي النساء، حسيبة خصوصاَ، الوضوح الوجداني والعاطفي الذي يحاول قدر الإمكان إضاءة الطريق أمام النفوس الضائعة المتخبطة الباحثة عن ذواتها واستقرارها وكأنها تطارد مجهولاً في العتمة.
تتكثف قصص الحب والتمرد وتتصاعد، تارة باسم صياح والد حسيبة الهارب من الحرب العالمية الأولى لاجئاً بإبنته إلى دمشق، وأخرى باسم حمدان الذي يبدوا لوهلة أنه بطل قصة حب تعيشها خالدية التي تعاني السأم واليأس، قبل أن يعلو في صدره نداء فلسطين فيتوجه إليها فدائياً في عداد الثوار... وهناك يستشهد. ومرة... ثالثة باسم فياض الصحافي العائد من فرنسا التي أحبها لباً وكرهها مستعمرة، فيقاوم جيوشها وتقع حسيبة وإبنتها الوحيدة زينب في حبه... ومرة رابعة، باسم هشام الذي تنتهي حياة جدته حسيبة مع هربه... لكن الحياة تستمر... 

## بطولة
- أمل عرفة
- فارس الحلو
- أسعد فضة
- تيسير إدريس
- أمانة والي
- وفاء موصللي
- وائل رمضان
- عبد المنعم عمايري
- كندة علوش
- لورا أبو أسعد
- سعد مينه
- رضوان عقيلي
- عبد الهادي صباغ
- واحة الراهب
- قيس شيخ نجيب
- رندة مرعشلي
- هالة حسني
- حسن دكاك
- روعة ياسين
- أمية ملص
- سليم كلاس
- فائق عرقسوسي
- عبد الجليل آل يحي
- شادي زيدان
- غادة بشور
- داود شامي
- أحمد خليفة
- محمد خير جراح
- علي كريم
- عصام عبه جي
- سهيل جباعي
- سليم شريقي
- إيمان عبد العزيز
- سهيل حداد
- إمارات رزق

## وصلات خارجية
- الريف للإنتاج الفني